# Aulacorhynchus caeruleogularis
El tucanete gorjiazul (Aulacorhynchus caeruleogularis) es una especie de ave piciforme de la familia Ramphastidae encontrada en Costa Rica y Panamá. Durante mucho tiempo ha sido considerado una subespecie del tucán esmeralda (Aulacorhynchus prasinus), pero basados principalmente en la morfología ahora es considerado como una especie separada No se conocen subespecies.

## Descripción
Como en todos los tucanes, tiene el pico de gran tamaño. El pico es de color negro con amarillo en el maxilar superior, una banda blanca en la base y un parche rojizo cerca de la base de la mandíbula superior. El pecho y el resto del cuerpo son mayormente de tonos claros y oscuros de verde, a excepción de la garganta, que es de color azul, y la punta de la cola y la región infracaudal, que son rojizas. Ambos sexos son similares, pero las hembras generalmente tienen el pico más pequeño y en general son más pequeñas en apariencia.
Las crías son altriciales, no abren los ojos hasta que tienen alrededor de 25 días de edad, y están completamente cubiertas de plumas en alrededor de 35 días. No salen del nido hasta que han alcanzado alrededor de 45 días de edad. Cuando salen de su nido, sus picos son iguales a los de sus padres en el color y forma, pero aún no está completamente desarrollados.

## Comportamiento y hábitat
Viven en bosques húmedos de Costa Rica y el oeste de Panamá. Su rango altitudinal natural es de 762 m a 2316 m sobre el nivel del mar. En general, es común dentro de su área de distribución, y está clasificado como de «preocupación menor» por la UICN.
Anida en agujeros viejos de pájaros carpinteros. Los nidos pueden estar hasta a 20 m sobre la tierra. Cada nido contiene entre 2 y 4 huevos de color blanco. Los huevos tienen un período de incubación de alrededor de 15 días.
Se alimenta principalmente de frutas e insectos, pero también puede comer huevos de otras aves. La llamada es un fuerte y agudo (a veces de tono bajo) rrrip, rrrip, rrrip, rrrip,.